# Haverfordwest
Haverfordwest (in het Welsh Hwlffordd) is de hoofdplaats van Pembrokeshire in Zuidwestelijk Wales. Het is tevens de op een na grootste stad van Pembrokeshire, na Milford Haven. Haverfordwest telt 14.899 inwoners.

## Geboren
- Gwen John (1876-1939), kunstschilderes
- Rhys Ifans (1967), acteur
- Christian Bale (1974), acteur
- Simon Davies (1979), voetballer
- Jonathan Goodwin (1980), stuntman en boeienkoning
- Angharad James-Turner (1994), voetbalster

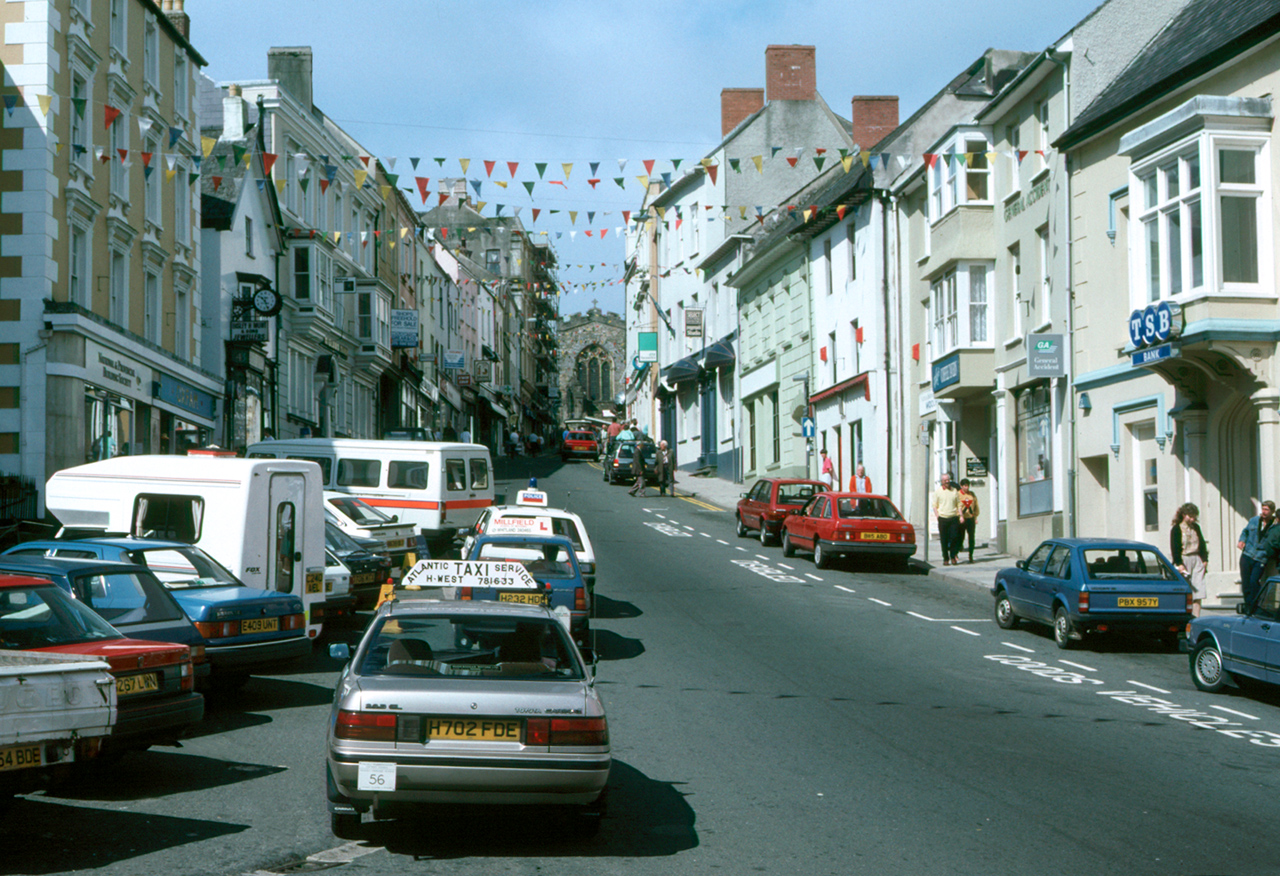
High street (1991)